# 五氟化钒
五氟化钒是钒惟一的五卤化物，化学式为VF5。

## 制备
将金属钒加热到300 °C，与氟或三氟化溴反应。或者在氮气气氛中加热到600 °C使四氟化钒歧化。
{\displaystyle \mathrm {2\ V+5\ F_{2}\longrightarrow 2\ VF_{5}} }
{\displaystyle \mathrm {2\ VF_{4}\longrightarrow VF_{3}+VF_{5}} } 

## 结构
固态时是一种多聚体，由V-F-V顺式桥连和VF6八面体相连而成的无限链状结构。电子衍射和光谱实验标明，气态时五氟化钒为单体，空间构型为三角双锥，V-F键长为171pm。

## 性质
五氟化钒是很强的氟化剂，常温下就能腐蚀玻璃：
{\displaystyle {\rm {\ 4VF_{5}+5SiO_{2}\rightarrow 2V_{2}O_{5}+5SiF_{4}}}}